# کانسولیدیتد پی‌بی‌وای کاتالینا
کانسولیدیتد پی‌بی‌وای کاتالینا (Consolidated PBY Catalina) یک قایق پرنده و هواپیمای آبی خاکی است که در دههٔ ۱۹۳۰ و ۱۹۴۰ تولید شد. این هواپیما یکی از پرکاربردترین هواپیماهای دریایی جنگ جهانی دوم بود. کاتالینا در شاخه‌های مختلف نیروهای مسلح ایالات متحده و در نیروی هوایی و نیروی دریایی بسیاری از کشورهای دیگر خدمت می‌کرد. آخرین پی‌بی‌وای‌های نظامی تا دهه ۱۹۸۰ خدمت کردند. در سال ۲۰۲۱ و ۸۶ سال پس از نخستین پرواز، این هواپیما به‌عنوان آتش‌نشانی هوایی (یا تانکر) در عملیات اطفای حریق هوایی در برخی از نقاط جهان به پرواز ادامه می‌دهد اما هیچ نمونه‌ای از این هواپیما، در خدمت نظامی باقی نمانده‌است.

## ویژگی‌ها (پی‌بی‌وای-۵اِی)
داده‌ها از Encyclopedia of World Air Power, Jane's Fighting Aircraft of World War II, Handbook of Erection and Maintenance Instructions for Navy Model PBY-5 and PBY-5A Airplanes, and Quest for Performance.
ویژگی‌های عمومی
- خدمه: ۱۰ نفر (شامل خلبان، کمک‌خلبان، ناوبر، افسر بیسیم، مهندس پرواز، افسر رادار و توپچی‌ها
- طول: ۶۳ فوت ۱۰٫۸۷۵ اینچ (۱۹٫۴۷۸۶۳ متر)
- پهنای بال: ۱۰۴ فوت (۳۲ متر)
- ارتفاع: ۲۱ فوت ۱ اینچ (۶٫۴۳ متر)
- مساحت بال‌ها: ۱٬۴۰۰ فوت مربع (۱۳۰ متر مربع)
- نسبت اندازه: 7.73
- وزن خالی: ۲۰٬۹۱۰ پوند (۹٬۴۸۵ کیلوگرم)
- بیشترین وزن برخاست: ۳۵٬۴۲۰ پوند (۱۶٬۰۶۶ کیلوگرم)
- Zero-lift drag coefficient: 0.0309
- Drag area: 43.26 ft2 (4.02 m2)
- پیشرانه: ۲ عدد موتور پیستونی ۱۴ سیلندر Pratt & Whitney R-1830-92 Twin Wasp, ۱٬۲۰۰ اسب بخار (۸۹۰ کیلووات)  در هر موتور
- ملخ‌ها: سهملخه constant-speed propellers

عملکرد
- حداکثر سرعت: ۱۹۶ مایل بر ساعت (۳۱۵ کیلومتر بر ساعت، ۱۷۰ گره)
- سرعت کروز: ۱۲۵ مایل بر ساعت (۲۰۱ کیلومتر بر ساعت، ۱۰۹ گره)
- بُرد: ۲٬۵۲۰ مایل (۴٬۰۶۰ کیلومتر، ۲٬۱۹۰ مایل دریایی)
- حداکثر ارتفاع: ۱۵٬۸۰۰ فوت (۴٬۸۰۰ متر)
- نرخ صعود: ۱٬۰۰۰ فوت بر دقیقه (۵٫۱ متر بر ثانیه)
- برآر به پسار: 11.9
- بارگیری بال: ۲۵٫۳ پوند بر فوت مربع (۱۲۴ کیلوگرم بر متر مربع)
- توان به وزن|توان/جرم: ۰٫۰۶۷ horsepower per pound (۰٫۱۱۰ kilowatts per kilogram)

تسلیحات

- اسلحه‌ها: 3 x ام۱۹۱۹ برونینگ
- 2 x ام۲ برونینگ

طرح‌های کلی کاتالینا

- بمب‌ها: قابلیت حمل ۱٬۸۱۴ کیلوگرم بمب و امکان پرتاب اژدر